# كريستيان توماس
كريستيان توماس هو لاعب هوكي الجليد كندي، ولد في 26 مايو 1992 في تورونتو في كندا.

## وصلات خارجية
- كريستيان توماس على موقع دوري الهوكي الوطني (الإنجليزية)
- كريستيان توماس على موقع دوري الهوكي للقارات (الإنجليزية)
- كريستيان توماس على موقع EliteProspects.com (الإنجليزية)
- كريستيان توماس على موقع Eurohockey.com (الإنجليزية)
- كريستيان توماس على موقع HockeyDB.com (الإنجليزية)
- كريستيان توماس على موقع Hockey-Reference.com (الإنجليزية)
- كريستيان توماس على موقع أوليمبيديا (الإنجليزية)